# Orde José Cecilio del Valle

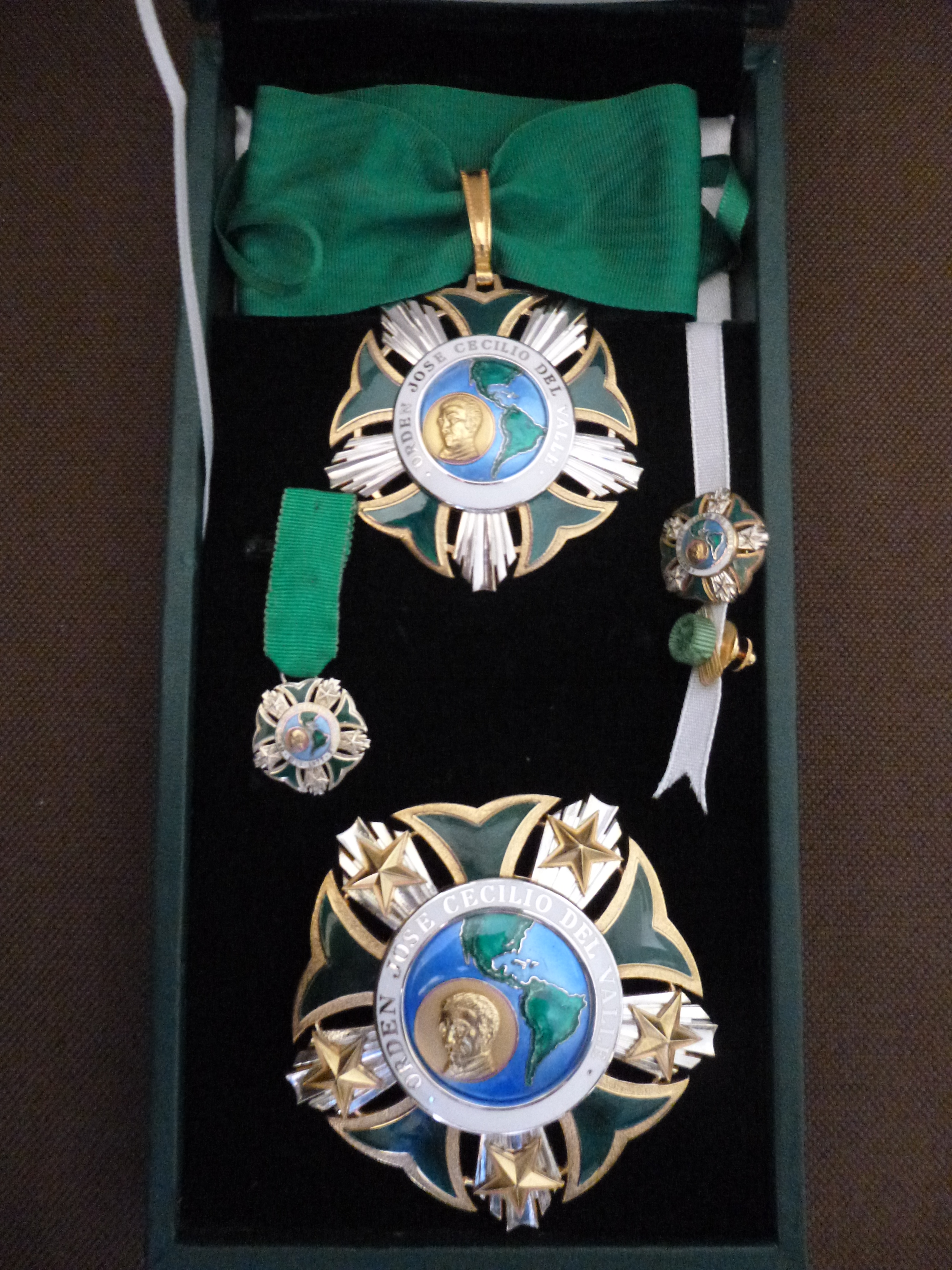
Orden José Cecilio del Valle

Op 3 oktober 1957 stelde de regering van Honduras de "Orde José Cecilio del Valle" (Spaans: "Orden José Cecilio del Valle") in. De orde heeft de in het internationale diplomatieke verkeer gebruikelijke vijf graden.José Cecilio del Valle (1780-1834) was een liberale staatsman en president van Guatemala en Honduras.
Er zijn vijf graden in de orde:
- Grootkruis
- Grootofficier
- Commandeur
- Officier
- Ridder

Het lint is groengekleurd en bevat twee roze strepen.